# Apticus

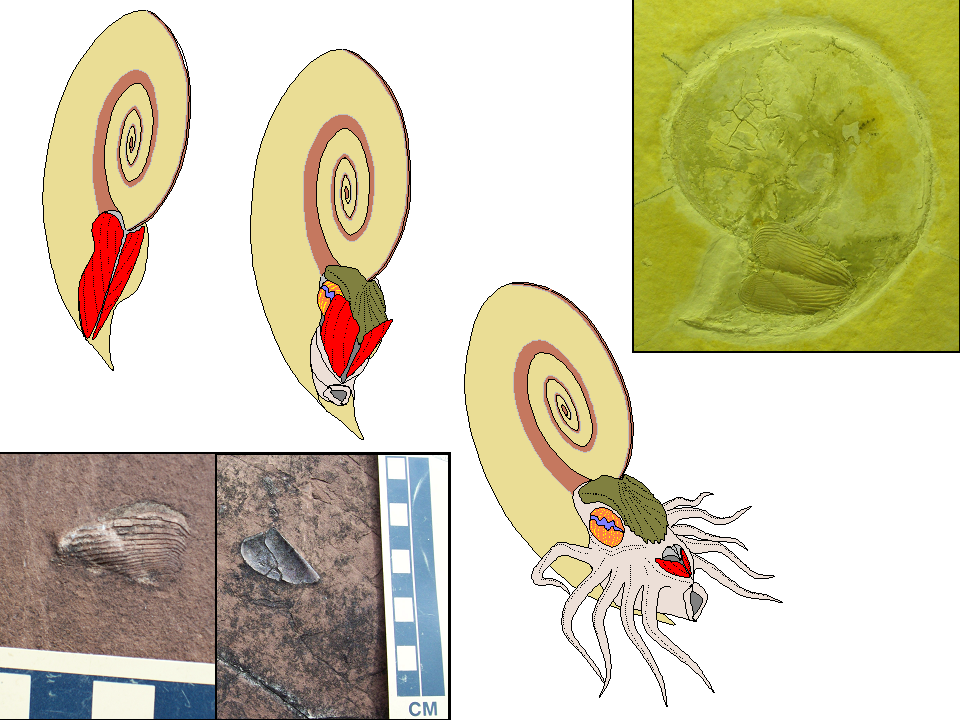
Algunos ejemplos de apticus (arriba a la derecha: Oppelia del Jurásico Tardío de Solnhofen, Alemania; abajo a la izquierda: apticus (anverso y versus) del Jurásico Tardío de Lombardía, Italia), y esquema conceptual de su función si de hecho se usaron para cerrar el caparazón apertura, en lugar de ser mandíbulas.

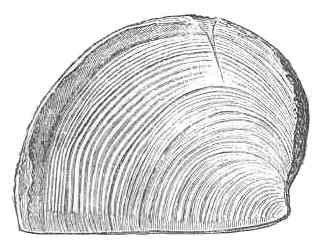
Uno de lo que habría sido un par de apticus (al principio se le dio el nombre de Trigonellites latus y se describió como un bivalvo) de la formación de arcilla de Kimmeridge en Inglaterra.

Un apticus o ápticus es una estructura anatómica dura que formaba parte del cuerpo de los amonites, una subclase de moluscos cefalópodos extintos, formada por un par de placas calcíticas que podían obturar la abertura de la concha o servir de aparato masticador. Se pueden encontrar como fósiles en sedimentos de origen marino y, en raras ocasiones, se han encontrado junto a la apertura de las conchas de amonites o en su interior. El apticus solía estar compuesto de calcita, mientras que la concha de los amonites era aragonítica.
Los apticus se pueden encontrar bien conservados como fósiles, pero generalmente bastante separados de las conchas de amonites. Esta circunstancia los llevó a ser clasificados inicialmente como conchas de bivalvos, a los que se parecen un poco. Los apticus se encuentran en rocas desde el sistema Devónico hasta las del sistema Cretácico.
Hay muchos tipos de apticus, que varían en forma y en la ornamentación de las superficies internas y externas. Sin embargo, debido a que rara vez se encuentran en posición anatómica dentro de la concha del amonites, a menudo no está claro qué tipo de apticus pertenecía a qué especie de amonites.
Cuando solo está presente una placa, como ocurre a veces, se utiliza el término «anapticus».

## Función
Los apticus parecen haber existido con mayor frecuencia como pares bilateralmente simétricos, y fueron descritos por primera vez (incorrectamente) como valvas de moluscos bivalvos. Ahora se considera que los apticus son opérculos, una «trampilla de cierre», de dos valvas en las conchas de amonites o una pieza de mandíbula de doble placa similar a la de algunos cefalópodos modernos.
Colocado cerca o contra la abertura terminal de la concha (la cámara de habitación), el apticus generalmente consistía en dos valvas simétricas especularmente. Algunos autores consideran el apticus como un aparato de la mandíbula (mandíbulas), mientras que otros creen que son opérculos emparejados. Si este último es el caso, entonces el apticus puede haber tenido una función de protección similar a la del escudo de cabeza de los nautilos modernos.
|                                                       |
| Par de apticus fósiles (la imagen mide 1 cm de ancho) |

|                       |
| Fósil de Laevaptychus |

|                                                                    |
| Par de Lingulaticeras solenoides con apticus en posición anatómica |

|                                                     |
| Perisphinctes con apticus de la caliza de Solnhofen |